# Pro Rally 2002
Pro Rally 2002, o simplemente Pro Rally en GameCube, es un videojuego de carreras lanzado en el año 2002 por Ubisoft, y desarrollado por Ubisoft Barcelona. El videojuego cuenta con 20 coches licenciados, incluidos el Toyota Corolla WRC, Audi Quattro y 48 tramos. Se trata de una secuela del videojuego Pro Rally 2001 lanzado en 2001.

## Recepción
La versión de Nintendo GameCube tuvo una recepción mixta en las críticas, ya que GameRankings le dio una puntuación de 60,36%, mientras que Metacritic le da un 64 sobre 100. 